# John Jackson Miller
John Jackson Miller (12 gennaio 1968) è un fumettista statunitense.
Collezionista di fumetti sin da quando era bambino, iniziò la carriera di editore con il Comics Retailer nel 1993. Dall'introduzione di Magic: The Gathering, ha aggiunto dei giochi alla sua copertina, cambiando il titolo in Comics & Games Retailer nel 2001. Ha servito come primo editore di Scrye: The Guide to Collectible Card Games in seguito alla sua vendita alla Krause Publications nel 1999.
Il suo primo lavoro professionale nei fumetti è apparso nel 2003 con Crimson Dynamo per la Marvel Comics, incentrato su Iron Man. Nel 2006, Miller ha aiutato la Dark Horse Comics a creare una serie a fumetti ambientata nell'universo espanso di Guerre stellari, Knights of the Old Republic. La serie è ambientata nel periodo del gioco Star Wars: Knights of the Old Republic. È noto soprattutto per il romanzo Kenobi che ritrae la mitica figura del Jedi Obi-Wan Kenobi in esilio su Tatooine.
John scrive una colonna regolarmente per il Comics Buyer's Guide, chiamata Longbox Manifesto.